# FIBA European Champions Cup 1967-1968
La Coppa dei Campioni 1967-1968 di pallacanestro venne vinta per il secondo anno consecutivo dagli spagnoli del Real Madrid sui cecoslovacchi dello Spartak Brno

## Turno di qualificazione
| Team #1            | Agg.      | Team #2           | Andata | Ritorno |
| ------------------ | --------- | ----------------- | ------ | ------- |
| Maccabi Tel Aviv   | 165 - 144 | Alsace Bagnolet   | 85-62  | 80-82   |
| Alvik Stoccolma    | 128 - 139 | KTP Kotka         | 67-67  | 61-72   |
| Boroughmuir BC     | 112 - 234 | Real Madrid       | 69-108 | 43-126  |
| FAR Rabat          | 121 - 205 | Joventut Badalona | 70-96  | 51-109  |
| Racing Lussembur.  | 113 - 148 | MTV 46 Giessen    | 63-76  | 50-72   |
| Honvéd             | 129 - 136 | KK Zadar          | 86-72  | 43-64   |
| Steaua Bucureşti   | 124 - 126 | Panathinaikos     | 82-65  | 42-61   |
| Vauxhall Motors BC | 97 - 236  | Legia Varsavia    | 56-93  | 41-143  |

## Ottavi di finale
| Team #1           | Agg.      | Team #2           | Andata | Ritorno |
| ----------------- | --------- | ----------------- | ------ | ------- |
| Panathinaikos     | 141 - 159 | KK Zadar          | 79-70  | 62-89   |
| KTP Kotka         | 147 - 178 | CSKA Sofia        | 86-89  | 61-89   |
| SVE Utrecht       | 133 - 202 | Real Madrid       | 66-90  | 67-112  |
| Joventut Badalona | 157 - 113 | Legia Varsavia    | 87-56  | 70-57   |
| MTV 46 Giessen    | 134 - 189 | Maccabi Tel Aviv  | 72-84  | 62-105  |
| Benfica Luanda    | 133 - 261 | Racing Mechelen   | 59-90  | 74-171  |
| Engelmann Vienna  | 135 - 171 | Simmenthal Milano | 79-95  | 56-76   |
| Altınordu Izmir   | 130 - 167 | Spartak Brno      | 61-65  | 69-102  |

## Quarti di finale
|  | Le prime 2 classificate di ogni gruppo passano alle semifinali |
|  | Eliminata                                                      |

### Gruppo A
|    | Squadra           | G | V | P | PF  | PS  | Dif | P.ti |
| -- | ----------------- | - | - | - | --- | --- | --- | ---- |
| 1. | KK Zadar          | 3 | 3 | 0 | 433 | 409 | +24 | 6    |
| 2. | Simmenthal Milano | 3 | 2 | 1 | 490 | 451 | +39 | 5    |
| 3. | Joventut Badalona | 3 | 1 | 2 | 427 | 467 | -40 | 4    |
| 4. | CSKA Sofia        | 3 | 0 | 3 | 500 | 523 | -23 | 3    |

### Gruppo B
|    | Squadra          | G | V | P | PF  | PS  | Dif | P.ti |
| -- | ---------------- | - | - | - | --- | --- | --- | ---- |
| 1. | Spartak Brno     | 3 | 3 | 0 | 539 | 482 | +57 | 6    |
| 2. | Real Madrid      | 3 | 2 | 1 | 501 | 482 | +19 | 5    |
| 3. | Maccabi Tel Aviv | 3 | 1 | 2 | 381 | 407 | -26 | 4    |
| 4. | Racing Mechelen  | 3 | 0 | 3 | 350 | 400 | -50 | 3    |

## Semifinali
| Team #1           | Agg.      | Team #2      | Andata | Ritorno |
| ----------------- | --------- | ------------ | ------ | ------- |
| Real Madrid       | 144 - 127 | KK Zadar     | 76-62  | 68-65   |
| Simmenthal Milano | 150 - 166 | Spartak Brno | 64-63  | 86-103  |

## Finale
| Team #1     | Ris.    | Team #2      |
| ----------- | ------- | ------------ |
| Real Madrid | 98 - 95 | Spartak Brno |

| Coppa dei Campioni 1967-1968 |
| ---------------------------- |
| Real Madrid 4º titolo        |

## Formazione vincitrice
| N° | Naz.                   | Ruolo | Sportivo            |  | Alt. |  |
| -- | ---------------------- | ----- | ------------------- |  | ---- |  |
| 4  | Spagna (bandiera)      | A     | Ramón Guardiola     |  |      |  |
| 5  | Spagna (bandiera)      | P     | José Ramón Ramos    |  |      |  |
| 6  | Spagna (bandiera)      | C     | Cristóbal Rodríguez |  |      |  |
| 7  | Spagna (bandiera)      | G     | Lolo Sainz          |  |      |  |
| 8  | Spagna (bandiera)      | A     | Vicente Paniagua    |  |      |  |
| 9  | Spagna (bandiera)      | A     | Toncho Nava         |  |      |  |
| 10 | Spagna (bandiera)      | AP    | Emiliano Rodríguez  |  |      |  |
| 11 | Spagna (bandiera)      | P     | Carlos Sevillano    |  |      |  |
| 12 | Stati Uniti (bandiera) | C     | Miles Aiken         |  |      |  |
| 13 | Spagna (bandiera)      | C     | Clifford Luyk       |  |      |  |
| 14 | Spagna (bandiera)      | AP    | Wayne Brabender     |  |      |  |
|    | Spagna (bandiera)      | All.  | Pedro Ferrándiz     |  |      |  |